# Francisco Marcos y Navas
Francisco Marcos y Navas fou un músic i tractadista espanyol del segle xviii.
Sou psalmista de "San Isidro el Real de Madrid", va compondre i publicà en la impremta reial, a càrrec de J. Ibarra, l'any 1777, i dedicà al cardenal Lorenzana, arquebisbe de Toledo, un Arteó compendio general del canto llano, figurado y órgano, on resumeix tot el referent a la música eclesiàstica, i del que se'n feren diverses edicions.